# Heinrich Herrmanns
Heinrich Herrmanns (* 9. April 1939 in Łódź, Polen) ist ein lutherischer Theologe und langjähriger Landesbischof der Evangelisch-Lutherischen Landeskirche Schaumburg-Lippe.

## Leben und Wirken
Herrmanns wurde nach Studium und Vikariat 1969 zunächst Pfarrer der Evangelisch-Lutherischen Kirche in Bayern in Kulmbach. 1979 erhielt er die Berufung zum Landesjugendpfarrer der Bayerischen Landeskirche und übernahm 1985 das Amt eines Dekans in Memmingen.
Im Jahre 1991 wählte ihn die Synode der Evangelisch-Lutherischen Landeskirche Schaumburg-Lippe zum Landesbischof. Er trat die Nachfolge von Joachim Heubach an.
In diesem Amt mit Sitz in Bückeburg war er bis zum Jahre 2001 tätig und übergab es dann an Jürgen Johannesdotter.
In seiner bischöflichen Amtszeit führte die Schaumburg-Lippische Landeskirche 1991 die Ordination von Frauen ein – als letzte deutsche Landeskirche. Auch trug Herrmanns dazu bei, dass die – wegen Meinungsverschiedenheiten unter Bischof Heubach ruhen gelassene – Mitgliedschaft der Landeskirche im Ökumenischen Rat der Kirchen (ÖRK) im Jahre 1994 reaktiviert wurde. 2011 trat er noch einmal als Mitunterzeichner eines offenen Briefes mehrerer Altbischöfe der evangelischen Landeskirchen, der sich deutlich gegen die Ordination von Pfarrern ausspricht, die in gleichgeschlechtlichen Partnerschaften leben, an die Öffentlichkeit. Die weiteren Unterzeichner waren Eduard Berger, Jürgen Johannesdotter, Werner Leich, Gerhard Maier, Gerhard Müller, Theo Sorg und Ulrich Wilckens.
Im Ruhestand ist er im Verwaltungsrat der Landeskirchlichen Gemeinschaft Memmingen (die Apis) tätig.

## Sonstige Funktionen
Heinrich Herrmanns war lange Jahre Vorsitzender des Kuratoriums des Theologischen Studienseminars der Vereinigten Evangelisch-Lutherischen Kirche in Deutschland (VELKD) in Pullach, führte den Vorsitz im Theologischen Konvent Augsburgischen Bekenntnisses, war Vorsitzender der Evangelischen Familienerholung und Mitglied im Beirat der Militärseelsorge der Evangelischen Kirche in Deutschland (EKD).

## Publikationen
- Das Mahl der Kirche
- Die Sensation ist ER – Kommt zum Abendmahl des Herrn. Freimund Verlag, Geheftet, ISBN 978-3-86540-085-7
- Gast auf Erden
- Freude am Alltag – Biblische Ratschläge und Lebensweisungen. Freimund Verlag, Geheftet, ISBN 978-3-86540-062-8
- Zeichen des Glaubens als Hinweis zur Mitte. Agentur des Rauhen Hauses, Hamburg 1980, ISBN 3-7600-0307-9
- Zeichen des Glaubens – Christliche Symbole und ihre Bedeutung. Freimund Verlag, Geheftet, ISBN 978-3-86540-104-5
- Getröstet Trauer tragen – Bei Gott Zuflucht suchen in tod-traurigen Zeiten. (mit Eduard Haller) Freimund Verlag, Geheftet, ISBN 978-3-86540-006-2

## Weblink
- Literatur von und über Heinrich Herrmanns im Katalog der Deutschen Nationalbibliothek